# Сидорова, Софья Петровна
Софья Петровна Сидорова (26 июля (7) августа 1904 года, Якутск, Российская империя — 23 января 1951, Якутск, РСФСР) — советский партийный и государственный деятель, председатель Президиума Верховного Совета Якутской АССР (1938—1947).

## Биография
Член ВКП(б) с 1930 года.
В 1928 году окончила Коммунистический университет трудящихся Востока, в 1938 году — Высшие курсы советского строительства при ЦИК СССР.
- 1923—1924 гг. — инструктор женского отдела Якутского окружного комитета РКП(б),
- 1928—1929 гг. — заведующая отделом по работе среди женщин и крестьянок Якутского областного комитета ВКП(б),
- 1929—1931 гг. — заведующая культурно-пропагандистским отделом Булунского окружного комитета ВКП(б),
- 1931—1932 гг. — председатель комиссии по труду и быту женщин при ЦИК Якутской АССР,
- 1932—1934 гг. — секретарь Якутского областного Совета профсоюзов,
- 1934—1937 гг. — заместитель заведующего организационным отделом ЦИК Якутской АССР,
- 1937—1938 гг. — заместитель председателя ЦИК Якутской АССР,
- февраль-апрель 1938 г. — постоянный представитель Якутской АССР при Президиуме ВЦИК,
- 1938—1947 гг. — председатель Президиума Верховного Совета Якутской АССР.

С марта 1947 года на пенсии.
Депутат Верховного Совета СССР и Якутской АССР 1-го и 2-го созывов.
Указом первого Президента РС (Я) от 8 августа 2001 года за № 1461 учрежден Почётный знак имени Софьи Сидоровой, которым награждают женщин за активную общественную деятельность и личное участие в социально-экономическом развитии республики.

## Награды и звания
- орден Трудового Красного Знамени